# Национален съюз за демокрация и обновление
Националния съюз за демокрация и обновление (на френски: Union nationale pour la démocratie et le renouveau) е политическа партия в Чад. На парламентарните избори от 1997 партията печели 15 от общо 125 места. На изборите от 21 април 2002 печели само 5 места от 155.